# Веб (Ајова)
Веб (енгл. Webb) град је у америчкој савезној држави Ајова. По попису становништва из 2010. у њему је живело 141 становника.

## Демографија
Према попису становништва из 2010. у граду је живело 141 становника, што је -24 (-14.5%) становника више него 2000. године.
| Група             | 2000.       | 2010.       |
| Белци             | 163 (98,8%) | 140 (99,3%) |
| Афроамериканци    | 0 (0,0%)    | 1 (0,7%)    |
| Азијати           | 0 (0,0%)    | 0 (0,0%)    |
| Хиспаноамериканци | 1 (0,6%)    | 0 (0,0%)    |
| Укупно            | 165         | 141         |